# 桐乡城墙

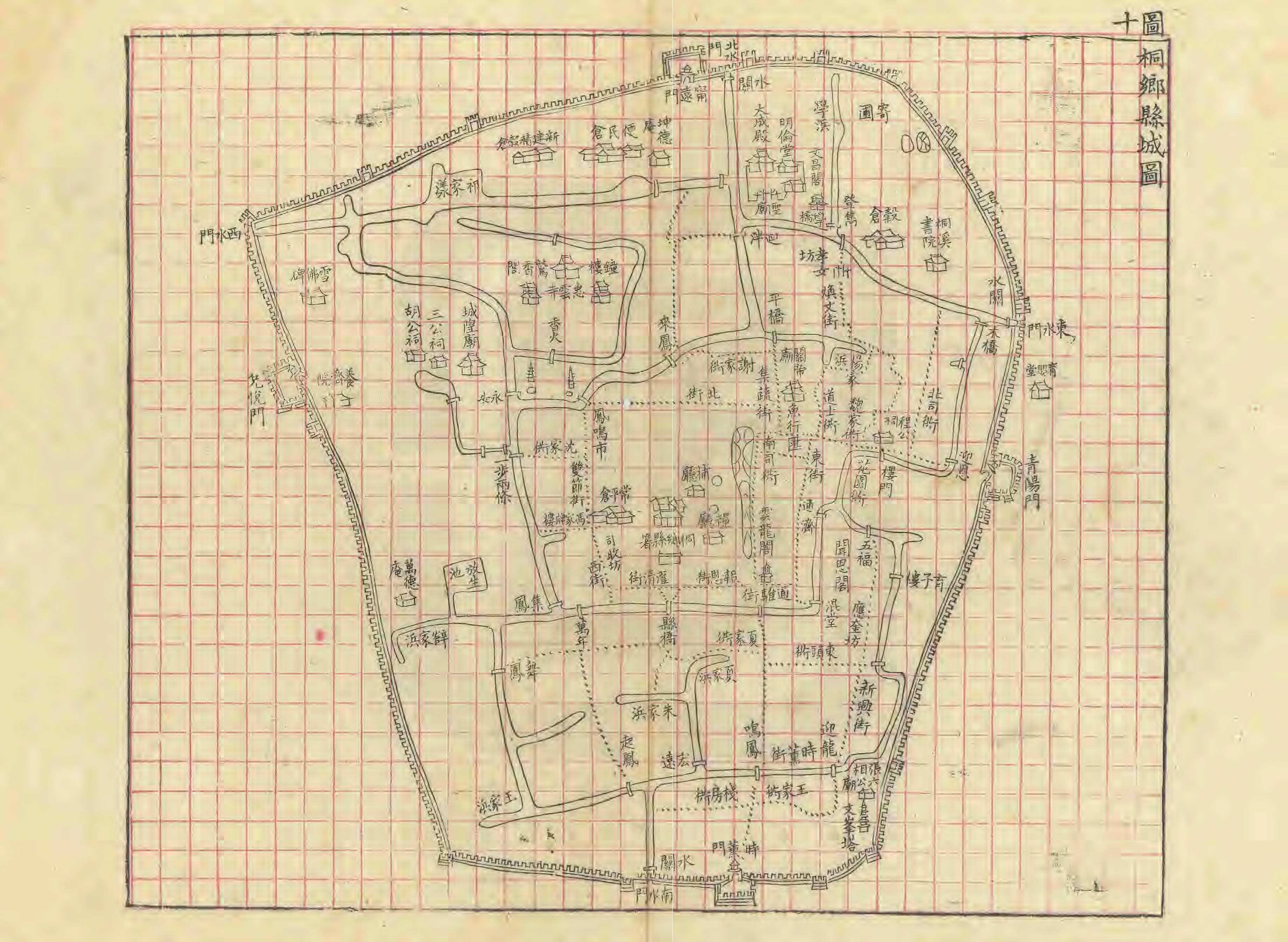
清光绪十三年（1887）《桐乡县志》桐乡县城图。

桐乡城墙为旧桐乡县城城墙，位于今中华人民共和国浙江省嘉兴市桐乡市梧桐街道，始建于明嘉靖年间，现城墙与护城河均已不存。
桐乡县为明宣德五年（1430）分崇德县募化、千金、保宁、清风、永新、梧桐等六乡置县，属嘉兴府，县治设于梧桐乡凤鸣市。建县之初原无城池，天顺、成化、正德年间均拟建城池未成，嘉靖二十二年（1543）（一说为嘉靖三十三年，即1554年）因倭寇骚乱筑成。城墙呈不规则的椭圆形，南北略长，东西稍短，城周约五里（实为一千二百丈，约3840米），外高三丈一尺（约9.92米），内高一丈四尺（约4.48米），上宽一丈八尺（约5.76米），下宽二丈二尺（约7.04米），上砖下石。设陆门四座、水门四座（原西水门封闭不通，清康熙时疏通），四座陆门分别为东门青阳门、西曰兑悦门、南门时薰门和北门来远门（光绪城图中作宁远门），外部均设有瓮城，护城河宽六丈（约19.2米），深二丈五尺（约8米），清顺治、康熙、雍正、乾隆、同治年间均有重修。20世纪50年代首先拆除各城门并凿通瓮城，1958年因建大会堂及农村水利建设需要陆续拆除城墙，至60年代末已全部拆除，此后护城河亦被填平。
原城内主要建筑有县署（其址今为县前街老公安局）、学宫（桐乡县学文庙，其址今为桐乡一中）、城隍庙、惠云寺、桐溪书院等，今均已不存。城内尚存夏氏府第（位于夏家浜，今吴蓬艺术馆，浙江省文物保护单位）、向阳院（位于武庙街28号，桐乡市文物保护单位）等具有代表性的传统民居。